# Torre del Valledor
La Torre del Valledor es un conjunto arquitectónico situado en San Martín del Valledor, en el concejo asturiano de Allande. Lo comprenden cuatro edificaciones: la torre, la capilla, la denominada casa del cirujano, que data de los siglos XVII - XVIII; y una panera del siglo XIX.
La torre es el edificio más significativo del conjunto, siendo de planta cuadrada adaptándose a las irregularidades del terreno. El frente principal presenta tres alturas, y sobre la fachada se sitúa el escudo de los Valledor. La construcción es a base de mampostería y sillería de pizarra y la cubierta, a cuatro aguas, también a base de lajas de pizarra.
La conocida como casa del Cirujano es una edificación tradicional de dos plantas, destinada la baja a la cuadra y la superior a vivienda, con sistema constructivo idéntico al de la torre.
La capilla, de planta cuadradada y pequeñas dimensiones, está precedida de un pórtico, siendo la cubierta a base de lajas de pizarra.
Finalmente, la panera se levanta sobre ocho pegoyos, o puntos de apoyo. En el lado sur tiene un corredor en voladizo y en lado este tiene tallado un trisquel.